# Crenicichla
Crenicichla là một chi thuộc họ Cá hoàng đế có nguồn gốc từ Nam Mỹ, thường gọi chung là cá rô phi thân giáo. Chúng được tìm thấy ở hầu hết các môi trường nước ngọt ở vùng nhiệt đới và cận nhiệt đới giữa Andes và Đại Tây Dương.

## Mô tả
Loài nhỏ nhất của chi Crenicichla, đặc biệt là những thành viên thuộc nhóm loài C. wallacii, không lớn hơn 6 – 14 cm, và được xếp vào nhóm những loài "cá rô lùn" được nuôi làm cảnh, mặc dù chúng rất hung hăng và có tính háu ăn. Loài Crenicichla lớn nhất có thể phát triển đạt đến chiều dài khoảng 50 cm. Hầu hết các loài trong chi đều có độ dài nằm trong khoảng 15 – 30 cm. Giống như nhiều loài cá ăn thịt khác, các loài Crenicichla đều có miệng rộng và thân dài.
Phần lớn các loài Crenicichla đều ăn thịt, mà thức ăn chủ yếu của chúng là các loại cá, côn trùng và một số động vật nhỏ hơn. Chúng thường ẩn mình ở những nơi mà con mồi không thấy, thường trong các thân cây và sau các tảng đá. Ngoại trừ C. tapii, khác với những người họ hàng của nó, chỉ ăn periphyton (các loài sinh vật bám rễ dưới nước) và sống thành đàn.

## Phân bố và môi trường sống
Các loài Crenicichla đều có nguồn gốc từ các môi trường nước ngọt ở vùng nhiệt đới và cận nhiệt đới Nam Mỹ, phía đông dãy Andes, trải dài từ Trinidad và Guiana Shield (bao gồm cả Orinoco), băng qua lưu vực các sông Amazon và Río de la Plata, chạy tới sông Río Negro của Argentina ở phía nam. Mặc dù phân bố, các cá thể loài thường bị giới hạn ở một lưu vực sông hoặc một nhánh sông.

## Phân loại

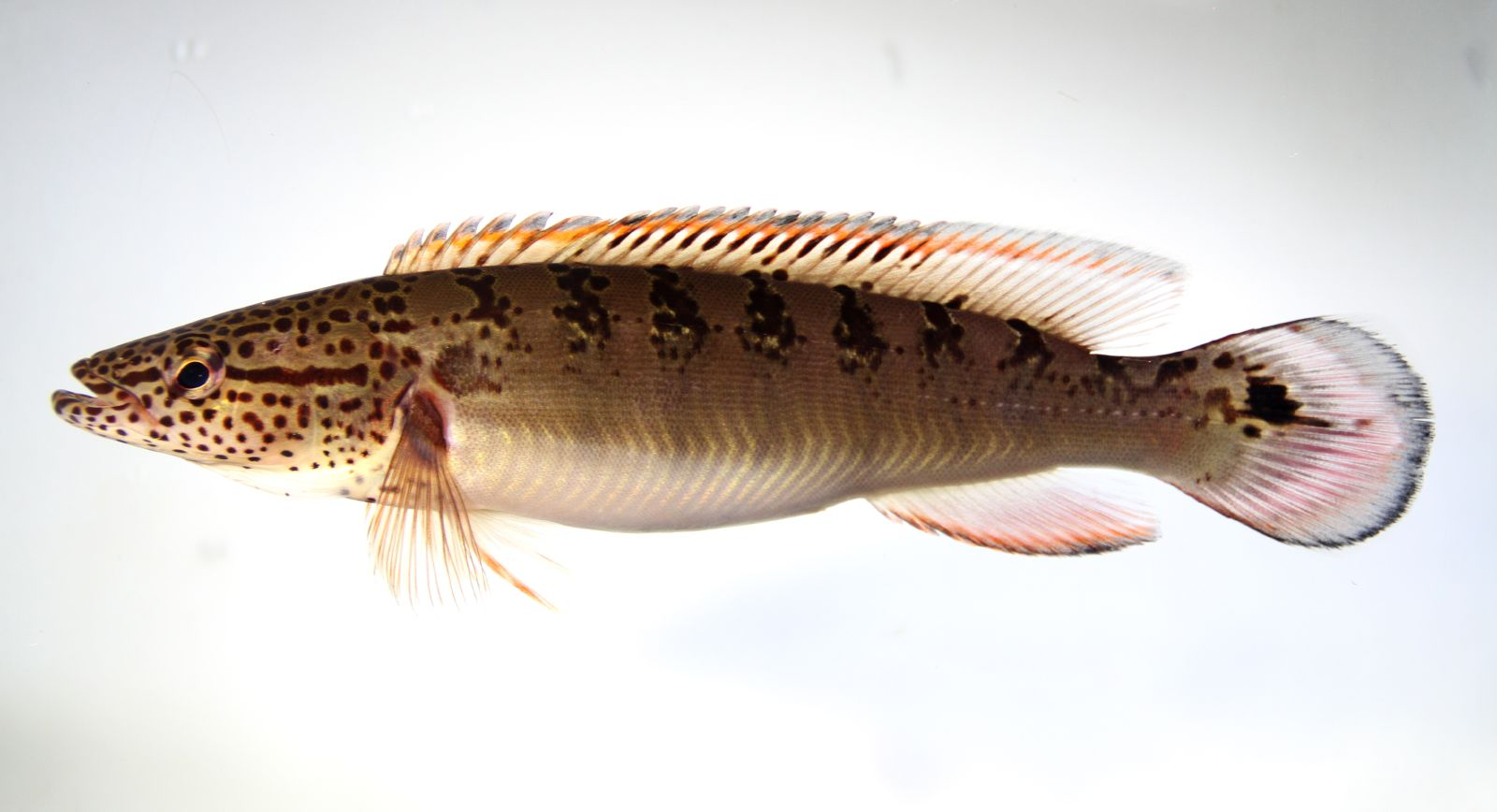
Crenicichla lenticulata

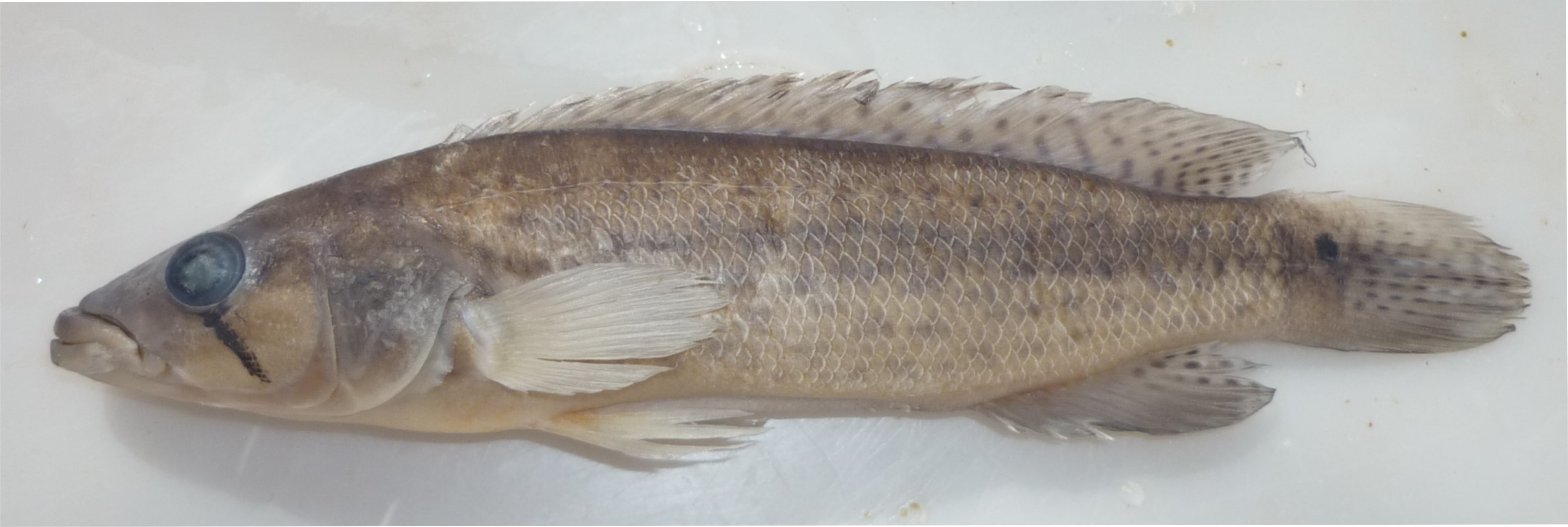
Crenicichla gillmorlisi

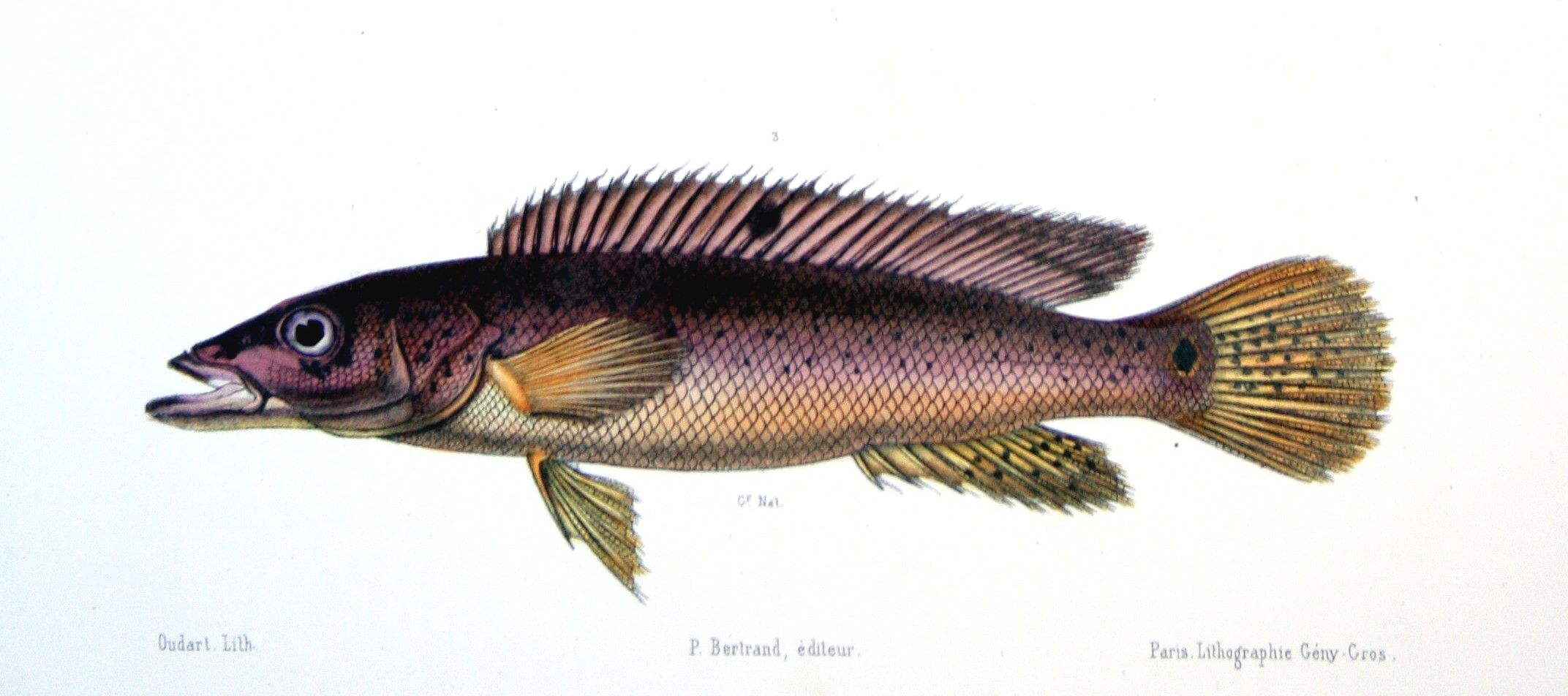
Crenicichla lacustris

Hiện có 93 loài được công nhận trong chi này:
| - Crenicichla acutirostris Günther, 1862 - Crenicichla adspersa Heckel, 1840 - Crenicichla albopunctata Pellegrin, 1904 - Crenicichla alta Eigenmann, 1912 - Crenicichla anamiri Ito & Rapp Py-Daniel, 2015 - Crenicichla anthurus Cope, 1872 - Crenicichla brasiliensis (Bloch, 1792) - Crenicichla britskii Kullander, 1982 - Crenicichla cametana Steindachner, 1911 - Crenicichla celidochilus Casciotta, 1987 - Crenicichla cincta Regan, 1905 - Crenicichla compressiceps Ploeg, 1986 - Crenicichla coppenamensis Ploeg, 1987 - Crenicichla cyanonotus Cope, 1870 - Crenicichla cyclostoma Ploeg, 1986 - Crenicichla dandara Varella & Ito, 2018 - Crenicichla empheres Lucena, 2007 - Crenicichla frenata Gill, 1858 - Crenicichla gaucho Lucena & Kullander, 1992 - Crenicichla geayi Pellegrin, 1903 - Crenicichla gillmorlisi Kullander & Lucena, 2013 - Crenicichla hadrostigma Lucena, 2007 - Crenicichla haroldoi Luengo & Britski, 1974 - Crenicichla heckeli Ploeg, 1989 - Crenicichla hemera Kullander, 1990 - Crenicichla hummelincki Ploeg, 1991 - Crenicichla hu Pialek, Rican, Casciotta & Almiron, 2010 - Crenicichla igara Lucena & Kullander, 1992 - Crenicichla iguapina Kullander & Lucena, 2006 - Crenicichla iguassuensis Haseman, 1911 - Crenicichla inpa Ploeg, 1991 | - Crenicichla isbrueckeri Ploeg, 1991 - Crenicichla jaguarensis Haseman, 1911 - Crenicichla jegui Ploeg, 1986 - Crenicichla johanna Heckel, 1840 - Crenicichla jupiaensis Britski & Luengo, 1968 - Crenicichla jurubi Lucena & Kullander, 1992 - Crenicichla labrina (Spix & Agassiz, 1831) - Crenicichla lacustris (Castelnau, 1855) - Crenicichla lenticulata Heckel, 1840 - Crenicichla lepidota Heckel, 1840 - Crenicichla lucenai Mattos et al., 2014 - Crenicichla lucius Cope, 1870 - Crenicichla lugubris Heckel, 1840 - Crenicichla macrophthalma Heckel, 1840 - Crenicichla maculata Kullander & Lucena, 2006 - Crenicichla mandelburgeri Kullander, 2009 - Crenicichla marmorata Pellegrin, 1904 - Crenicichla menezesi Ploeg, 1991 - Crenicichla minuano Lucena & Kullander, 1992 - Crenicichla missioneira Lucena & Kullander, 1992 - Crenicichla monicae Kullander & Varella, 2015 - Crenicichla mucuryna Ihering, 1914 - Crenicichla multispinosa Pellegrin, 1903 - Crenicichla nickeriensis Ploeg, 1987 - Crenicichla niederleinii (Holmberg, 1891) - Crenicichla notophthalmus Regan, 1913 - Crenicichla pellegrini Ploeg, 1991 - Crenicichla percna Kullander, 1991 - Crenicichla phaiospilus Kullander, 1991 - Crenicichla ploegi Varella et al., 2018 - Crenicichla prenda Lucena & Kullander, 1992 | - Crenicichla proteus Cope, 1872 - Crenicichla punctata Hensel, 1870 - Crenicichla pydanielae Ploeg, 1991 - Crenicichla regani Ploeg, 1989 - Crenicichla reticulata (Heckel, 1840) - Crenicichla rosemariae Kullander, 1997 - Crenicichla santosi Ploeg, 1991 - Crenicichla saxatilis (Linnaeus, 1758) - Crenicichla scottii (Eigenmann, 1907) - Crenicichla sedentaria Kullander, 1986 - Crenicichla semicincta Steindachner, 1892 - Crenicichla semifasciata (Heckel, 1840) - Crenicichla sipaliwini Ploeg, 1987 - Crenicichla stocki Ploeg, 1991 - Crenicichla strigata Günther, 1862 - Crenicichla sveni Ploeg, 1991 - Crenicichla taikyra Casciotta et al., 2013 - Crenicichla tapii Piálek et al., 2015 - Crenicichla tendybaguassu Lucena & Kullander, 1992 - Crenicichla ternetzi Norman, 1926 - Crenicichla tigrina Ploeg, Jegu & Ferreira, 1991 - Crenicichla tingui Kullander & Lucena, 2006 - Crenicichla tuca Piálek et al., 2015 - Crenicichla urosema Kullander, 1990 - Crenicichla vaillanti Pellegrin, 1903 - Crenicichla virgatula Ploeg, 1991 - Crenicichla vittata Heckel, 1840 - Crenicichla wallacii Regan, 1905 - Crenicichla yaha Casciotta, Almirón & Gómez, 2006 - Crenicichla yjhui Piálek et al., 2018 - Crenicichla zebrina Montaña, López-Fernández & Taphorn, 2008 |